# Самосогласованная функция
В математической оптимизации самосогласованной функцией называют трижды дифференцируемую выпуклую функцию {\displaystyle f:\mathbb {R} \to \mathbb {R} }, вторая и третья производные которой связаны неравенством:
{\displaystyle |f'''(x)|\leqslant 2\left(f''(x)\right)^{3/2}\quad \forall x\in {\mbox{dom }}f.}
Многомерную функцию {\displaystyle f:\mathbb {R} ^{n}\to \mathbb {R} } называют самосогласованной, если одномерная функция {\displaystyle \phi (t)=f(x+ht)} является самосогласованной для любых {\displaystyle x,h\in \mathbb {R} ^{n}}.

## Свойства
- Сумма самосогласованных функций является самосогласованной.
- Если {\displaystyle f(x)} — самосогласованная функция, то самосогласованной является и функция {\displaystyle \alpha f(x)} для любого действительного числа {\displaystyle \alpha \geqslant 1}.
- Композиция самосогласованной функции с аффинной является самосогласованной функцией.

## Приложения
Существуют точные оценки глобальной сходимости метода Ньютона для самосогласованных функций.